# Olga Patricia Vega Cedeño
Olga Patricia Vega Cedeño es una política colombiana, que se desempeñó en dos ocasiones como Gobernadora encargada de Caquetá. 
Fue la tercera mujer que por decreto, en la historia del Caquetá, ocupa el cargo de gobernadora después de María Amparo Ossa Suárez y Lucrecia Murcia Losada.
Fue reemplazada por el gobernador electo Luis Francisco Cuéllar tras las elecciones regionales de Colombia de 2007. El gobernador Cuellar la nombró en la Secretaria General de la gobernación del Caqueta, pero tras el asesinato de este por la guerrilla de las FARC, Vega volvió a ser encargada de la gobernación bajo decreto presidencial.

## Biografía
Vega Cedeño es hija de la docente Flora de Vega y del comerciante y dirigente gremial del transporte Manuel Vega. Es la mayor de dos hermanos y madre de una niña. Vega Cedeño se graduó de bachiller en la Normal Superior de Florencia, bajo una educación cristiana a cargo de las hermanas de la Consolata; posteriormente partió a Bogotá donde estudió Derecho en la Universidad Santo Tomás de Aquino y se especializó en Derecho Constitucional de la Universidad Libre.

### Gobernadora del Caquetá (e) en 2008
Vega asumió la gobernación del Caqueta tras la destitución del entonces gobernador Juan Carlos Claros, ya que Vega era la Secretaria General de la gobernación del Caqueta. Tiempo después fue también investigada por irregularidades junto al exgobernador Claros. Ambos respondieron a los señalamientos de la Contraloría del Caquetá sobre presuntas irregularidades en el manejo de 3.500 millones de pesos. Los dirigentes políticos reconocieron la labor de control pero refutaron algunas de las sindicaciones de corrupción.
Como gobernadora fue promotora de la ampliación y promoción del Terminal de Transportes de Florencia, capital del departamento de Caqueta.

### Gobernadora del Caquetá (e) en 2009
Vega fue nuevamente encargada de la gobernación de Caqueta tras el secuestro y asesinato del gobernador electo Luis Francisco Cuéllar por parte de la guerrilla de las Fuerzas Armadas Revolucionarias de Colombia (FARC). Vega fue encargada mediante Decreto 4956 del 22 de diciembre de 2009 por el presidente de la República Álvaro Uribe y el ministro del Interior y de Justicia Fabio Valencia Cossio.

#### Gabinete
El siguiente es el gabinete departamental heredado del gobernador Cuéllar:
- Secretario de Gobierno de Caquetá: Edilberto Ramón Eldo
- Secretario de Hacienda: Gerardo Castrillón Artunduaga
- Secretario de Transporte: Hernán Camilo León Echeverry
- Secretario de Educación: María del Carmen Pinzón
- Secretario de Agricultura: Wberty Arenas Rojas
- Secretario de Planeación: Luis Manuel Espinosa Calderón